# Březůvky
Březůvky (deutsch Brzesuwek, 1939–1945 Bresuwek) ist eine Gemeinde in Tschechien. Sie liegt neun Kilometer südlich von Zlín und gehört zum Okres Zlín.

## Geographie
Březůvky befindet sich im Wisowitzer Bergland. Das Dorf liegt rechtsseitig des Baches Březůvecký potok in einem Seitental. Nördlich erhebt sich der Kamenec (496 m), im Nordosten der Klencov (536 m), östlich die Bába (635 m) und der Čertův kámen (542 m), im Südosten der Oberský (483 m), südlich die Kamenná (483 m) sowie im Südwesten der Kamenec (394 m).
Nachbarorte sind Humence, Horní Paseky, Paseky und Jaroslavické Paseky im Norden, Pod Koňským, Závrší und Provodov im Nordosten, Malenisko und Kopanice im Osten, Mlýny und Pradlisko im Südosten, Vrchy, Bečáky, Ludkovice und Hřivínův Újezd im Süden, Doubravy und Záhumenice im Südwesten, Strážné, Šarovy und Bohuslavice u Zlína im Westen sowie Březnice im Nordwesten.

## Geschichte
Im 14. Jahrhundert entstanden im Wisowitzer Bergland eine Reihe von Wachtburgen zum Schutz des Gebietes gegen Einfälle der Ungarn und Tataren. Östlich lagen die Burgen Světlov und Rýsov, nordwestlich die Burg Malenovice. Die erste schriftliche Nachricht des zur Herrschaft Malenovice gehörigen Dorfes Brzezuowka erfolgte im Jahre 1406. In der zweiten Hälfte des 15. Jahrhunderts wurde der Ort während der Machtkämpfe zwischen Matthias Corvinus und Georg von Podiebrad niedergebrannt und verödete später durch Seuchen gänzlich. 1573 verkaufte Burian Tettauer von Tettau (Burjan Tetour z Tetova) zusammen mit Doubravy auch das wüste Dorf Brzezuwek an Wenzel Gajowsky von Gaja (Václav Gájovský z Gáje). Dieser ließ das wüste Dorf um 1580 wiederbesiedeln. Zwischen 1589 und 1592 verkaufte Gajowsky Bržiezuwky und Doubravy an Johann Hans von Scharatitz (Jan Hanuš ze Šaratic), der die Dörfer seinem Gut Velký Ořechov zuschlug. 1652 wurde das Gut Velký Ořechov an die Herrschaft Uherský Brod angeschlossen. Im Jahre 1671 wurde das Dorf als Bržezuwka und 1720 als Bržezuwek bezeichnet. Die erste Dorfschule wurde 1817 gegründet. Bis zur Mitte des 19. Jahrhunderts blieb Bržezuwek immer nach Uherský Brod untertänig.
Nach der Aufhebung der Patrimonialherrschaften bildete Bržezuwek  ab 1850 eine Gemeinde in der Bezirkshauptmannschaft und dem Gerichtsbezirk Uherský Brod. Ihre Bewohner lebten von der Landwirtschaft. Der heutige Ortsname Březůvky ist seit 1872 gebräuchlich. 1898 entstand ein neues Schulhaus. Der zu Beginn des 20. Jahrhunderts beabsichtigte Bau einer Kirche wurde durch den Ausbruch des Ersten Weltkrieges verhindert. 1923 wurde das Dorf dem neuen Gerichtsbezirk Zlín und nach der Erhebung von Zlín zur Bezirksstadt 1935 auch dem politischen Bezirk Zlín zugeordnet. 1935 wurde eine Waldgenossenschaft gebildet, die 180 Hektar herrschaftlichen Waldes käuflich erwarb. Im darauffolgenden Jahre wurde in Březůvky ein Friedhof angelegt. Ab 1950 gehörte die Gemeinde zum Okres Gottwaldov-okolí und ab 1960 wieder zum Okres Gottwaldov, der nach der politischen Wende seit 1990 wieder den Namen Okres Zlín trägt.

## Ortsgliederung
Für die Gemeinde Březůvky sind keine Ortsteile ausgewiesen. Zu Březůvky gehören u. a. die Ansiedlungen Bečáky, Humence, Kopanice, Mlýny, Pod Koňským und Vrchy.

## Sehenswürdigkeiten
- Kapelle der hl. Agnes von Böhmen, geweiht im Jahre 2002 durch Bischof Josef Hrdlička
- Schule, erbaut 1898
- Mehrzweckgebäude aus dem Jahre 1982, es dient als Gemeindeamt, Kulturhaus, Bücherei, Geschäftshaus und Gaststätte
- Wallfahrtskirche Maria Schnee, Kreuzweg und Kapelle in Malenisko, erbaut 1750
- Reste der Burg Starý Světlov, östlich an der Bába
- Reste der Burg Rýsov, östlich des Ortes am Čertův kámen
- Naturdenkmal Čertův kámen, Felsgebilde am gleichnamigen Berg
- Stauweiher Březůvky, Erholungsgebiet nördlich des Dorfes am Březůvecký potok
- mehrere Quellen und Brunnen